# Poljarny (Tsjoekotka)
Poljarny (Russisch: Полярный) is een voormalige mijnwerkersplaats (nederzetting met stedelijk karakter) in het westen van het district Ioeltinski (tot 2008 van het opgeheven district Sjmidtovski) in het noorden van de Russische autonome okroeg Tsjoekotka. De plaats ligt op ongeveer 6 kilometer ten zuidoosten van de eveneens opgeheven mijnwerkersplaats Leningradski, aan de noordelijke voet van het Emnoenkenygtoengebergte, aan de zuidelijke oever van de rivier Pilgynkoeoel (mondt uit in de Kanygtokynmankylagune). De plaats telde 4.678 inwoners bij de volkstelling van 1989, maar werd na de sluiting van de mijnen gesloten in 1995.
De plaats heeft een verharde wegverbinding met Leningradski en onverharde wegverbindingen naar Mys Sjmidta (90 km) en het binnenland. De naam van de plaats ("pool-") werd gegeven omdat het "het noordelijkste dorp van de Sovjet-Unie" was (in werkelijkheid waren er meerdere noordelijker gelegen plaatsen) en verwijst tevens naar het feit dat de plaats ten noorden van de noordpoolcirkel ligt.

## Geschiedenis
In 1961 werden goudlagen aangetroffen in de vallei van de Pilgynkoeoel door een geologische expeditie onder leiding van Vladimir Pole. In januari kwam daarop een nieuwe expeditie onder leiding van geoloog Joeri Zasoelov naar de vallei en ontdekte er na een aantal mislukte pogingen in augustus 1962 een rijke goudader. In december 1962 kwamen 8 bulldozers uit Pevek en 7 uit Komsomolski en reden 380 kilometer over land om bij de plek te komen, waar ze begonnen met de openstelling van de eerste goudmijn van Poljarny. Daarop werd onder barre omstandigheden (de bouwers sliepen in tenten en moesten sneeuw smelten voor drinkwater) begonnen met het uit de grond stampen van een ertsveredelingsfabriek (Poljarninski gorno-obratelny kombinat) en vanaf eind 1963 ook een plaats. Dit, ondanks het feit dat het formele bouwbesluit hiertoe pas op 26 maart 1963 werd gegeven door de Noordoostelijke Economische Raad van Magadan; vanaf het jaar 1965. In 1964 werd echter reeds het eerste erts gewonnen. De mijnbouw en metallurgie werd onder het nieuw opgerichte Oost-Tsjoekotkaanse Mijnbouw- en Industriebestuur geplaatst. In 1965 werden in de vallei van de Ryvejem nieuwe ertslagen ontdekt, waaromheen de plaats Leningradski ontstond. In 1968 werd rondom beide mijngebieden een mijnbouwonderneming opgezet, die in 1969 werd omgevormd tot een ertsverdelingsonderneming (inclusief mijnbouw) en onderdeel vormde van het staatsbedrijf Severovostokzoloto ("noordoostelijk goud").
De inwoners van de plaats bestonden deels uit ex-Goelagdwangarbeiders en deels uit goed betaalde (severnaja nadbavka) vrijwilligers. In 1966 telde de plaats 6 gebouwen van 8 appartementen. In 1970 was de bevolking gegroeid tot 2.996 inwoners en in 1982 tot ongeveer 8000 inwoners. Het dorp viel binnen de categorie van gesloten steden. Tsjoektsjen, Yupiken en Evenen werden niet toegelaten in alle winkels. Omdat de langeafstandsverbinding per telefoon erg duur was geschiedde communicatie met andere delen van de Sovjet-Unie veelal per briefpost.
De ertsveredelingsfabriek behaalde in sommige jaren een productie van 10 tot 12 ton goud per jaar. Volgens de prognoses zou de fabriek ongeveer 25 jaar functioneren, hetgeen het ook ongeveer deed. Vanaf 1988 begon de productie van goud te dalen, wat in combinatie met de perestrojka en privatisering van de goudwinning ervoor zorgde dat de Tsjoekotkaanse mijnbouw onrendabel werd; het bleek goedkoper om ertsen als goud, tin en wolfraam het te importeren dan het zelf te winnen. Plotseling waren de mijnen bij plaatsen als Poljarny, Leningradski, Komsomolski, Ioeltin en Valkoemej niet langer nodig. In 1993 maakte het nieuwe leiderschap van het ertsveredelingsbedrijf van Poljarny bekend dat de mijnen zouden sluiten. In 1994 begonnen de inwoners daarop massaal weg te trekken naar andere delen van Rusland en in 1995 werd de plaats daarop opgeheven, wat betekende dat nutsvoorzienigen als water, gas en licht niet langer werden geleverd en waarvoor de inwoners in ruil woonruimte of geld werd aangeboden - hetgeen echter niet altijd werd geleverd, waardoor mensen soms een onzekere toekomst tegemoet gingen. De plaats viel daarop ten prooi aan vandalen en plunderaars, waarop nachtelijke bewakingsdiensten werden ingezet. In 1998 woonden er nog vijf inwoners in Poljarny.
Vier goudwinningsbedrijven, waarvan Poljarnaja en Sjachter de grootste zijn, gingen echter verder met de winning van goud vanaf 1992. De winning wordt echter steeds moeilijker doordat het goud van steeds dieper omhoog moet worden gehaald (tot 200 meter). Bij de mijn functioneert een kleine zelfgebouwde dieselwarmte-krachtcentrale (TETS), die de mijnwerkers van warmte en licht voorziet.

## Voorzieningen
Het dorp bestond uit twee delen; Tsentr ("centrum") en Sjanchaj (Shanghai) en telde onder andere een aantal winkels, een kleuterschool, muziekschool en een basis- en middelbare school (vanaf 1975), een café, sportgebouwen, polikliniek, ziekenhuis (50 bedden). Tot aan de jaren 1980 was het behelpen in de plaats; er was met name in de eerste decennia veelal geen elektriciteit in de huizen en het meeste meubilair werd door de inwoners zelf gemaakt. Pas later werden ook goederen van overzee geleverd.
Bestuurlijk centrum: Egvekinot

Amgoeëma · Billings · Ioeltin(†) · Konergino · Leningradski(†) · Mys Sjmidta · Noetepelmen · Oeëlkal · Oesjakovskoje(†) · Ozjorny · Poljarny(†) · Ryrkajpi · Vankarem · Vostotsjny(†)